# Ammothea insularis
Ammothea insularis är en havsspindelart som beskrevs av Child, C.A. 1992. Ammothea insularis ingår i släktet Ammothea och familjen Ammotheidae. Inga underarter finns listade i Catalogue of Life.